# Homozygot
Homozygot je jedinec, jehož genotyp je ve sledovaném znaku tvořen jediným typem alel. Tzn. že je to organismus, jehož obě alely zkoumaného genu jsou stejné. Tento stav se označuje jako homozygotnost (homozygocie).
Rozlišujeme homozygota recesívního, u nějž se gen pro sledovaný znak vyskytuje pouze v recesívních alelách, a homozygota dominantního, u nějž je gen pro daný znak zastoupen pouze dominantními alelami.
Pojmový systém dominantní a recesívní alela popisuje vztahy v nejjednodušším případě interakce mezi alelami (úplná dominance) a říká nám, že alela nazývaná dominantní při setkání s recesívní alelou v jednom organismu (tzv. heterozygotovi) zcela potlačí její projev. Fenotyp uvedeného heterozygota pak bude stejný jako projev pro daný znak dominantního homozygota.